# Olympische Sommerspiele 1900/Rudern – Einer
Erstmals wurde bei den Olympischen Spielen 1900 in Paris ein Ruderwettbewerb im Einer der Männer ausgetragen. Dieser fand vom 25. bis zum 26. August auf der Seine statt. 12 Athleten aus 3 Ländern nahmen teil.
Es gab 4 Vorläufe, aus denen sich der jeweils Erste und Zweite für zwei Halbfinalläufe qualifizierten. Von diesen war wiederum der jeweils Erste und Zweite für das Finale vorgesehen.
Schon im Vorlauf gab es den ersten Skandal, als St George Ashe das Boot des Franzosen Benoit rammte und das Rennen neu gestartet wurde. Ashe hatte beim Neustart eigentlich Startverbot, trat trotzdem an, gewann und wurde dennoch nicht disqualifiziert.
In seinem Halbfinallauf protestierte Ashe aus nicht rekonstruierbaren Gründen gegen die Wertung als Dritter hinter Barrelet und Gaudin. Diese wollten den Protest nicht akzeptieren und drohten mit einem Boykott des Finales. Schließlich ließen sie sich doch noch umstimmen und die Organisation ließ fünf Boote am Finale teilnahmen.
Im Finale gab es einen erneuten Zwischenfall, als Louis Prével durch angebliche Behinderung kenterte. Seinem Protest wurde jedoch nicht stattgegeben.

## Ergebnisse

### Viertelfinale
Die ersten zwei Athleten eines jeden Laufs qualifizierten sich für das Halbfinale.

#### Lauf 1
| Rang | Athlet          | Nation         | Zeit       | Anm. |
| ---- | --------------- | -------------- | ---------- | ---- |
| 1    | St George Ashe  | Großbritannien | 6:38,8 min | Q    |
| 2    | Raymond Benoît  | Frankreich     | 6:45,4 min | Q    |
| 3    | Édouard Dammann | Frankreich     | 7:13,0 min |      |

#### Lauf 2
| Rang | Athlet           | Nation     | Zeit       | Anm. |
| ---- | ---------------- | ---------- | ---------- | ---- |
| 1    | Hermann Barrelet | Frankreich | 6:38,8 min | Q    |
| 2    | André Gaudin     | Frankreich | 6:43,0 min | Q    |
| 3    | Lardon           | Frankreich | 6:46,4 min |      |

#### Lauf 3
| Rang | Athlet          | Nation     | Zeit       | Anm. |
| ---- | --------------- | ---------- | ---------- | ---- |
| 1    | Louis Prével    | Frankreich | 6:29,6 min | Q    |
| 2    | Robert d’Heilly | Frankreich | 6:38,8 min | Q    |
| —    | Maxime Piaggio  | Frankreich | DNF        |      |

#### Lauf 4
| Rang | Athlet            | Nation     | Zeit       | Anm. |
| ---- | ----------------- | ---------- | ---------- | ---- |
| 1    | Charles Delaporte | Frankreich | 6:33,8 min | Q    |
| 2    | Pierre Ferlin     | Frankreich | 6:46,8 min | Q    |
| —    | Antonio Vela      | Spanien    | DNF        |      |

### Halbfinale
Die ersten zwei Athleten eines jeden Laufs qualifizierten sich für das Finale.

#### Lauf 1
| Rang | Athlet           | Nation         | Zeit       | Anm. |
| ---- | ---------------- | -------------- | ---------- | ---- |
| 1    | Hermann Barrelet | Frankreich     | 8:23,0 min | Q    |
| 2    | André Gaudin     | Frankreich     | 8:33,4 min | Q    |
| 3    | St George Ashe   | Großbritannien | 8:37,2 min | Q    |
| 4    | Raymond Benoît   | Frankreich     | unbekannt  |      |

#### Lauf 2
| Rang | Athlet            | Nation     | Zeit       | Anm. |
| ---- | ----------------- | ---------- | ---------- | ---- |
| 1    | Louis Prével      | Frankreich | 8:36,4 min | Q    |
| 2    | Robert d’Heilly   | Frankreich | 8:45,0 min | Q    |
| 3    | Charles Delaporte | Frankreich | 9:25,2 min |      |
| 4    | Pierre Ferlin     | Frankreich | unbekannt  |      |

### Finale
| Rang | Athlet           | Nation         | Zeit       |
| ---- | ---------------- | -------------- | ---------- |
| 1    | Hermann Barrelet | Frankreich     | 7:35,6 min |
| 2    | André Gaudin     | Frankreich     | 7:41,6 min |
| 3    | St George Ashe   | Großbritannien | 8:15,6 min |
| 4    | Robert d’Heilly  | Frankreich     | 8:16,0 min |
| —    | Louis Prével     | Frankreich     | DNF        |